# Gerti Drassl

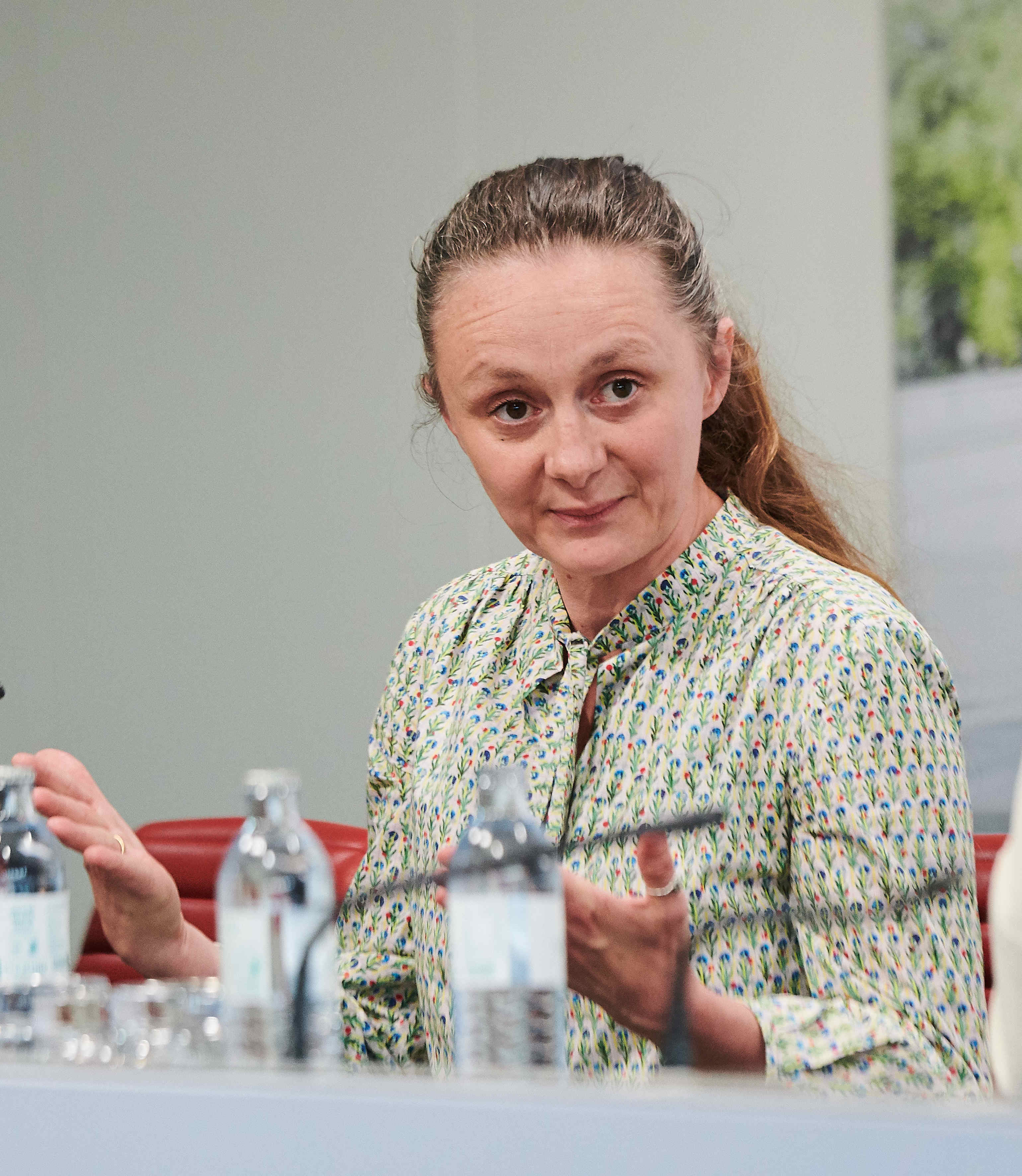
Gerti Drassl, 2020

Gertrud „Gerti“ Drassl (* 13. April 1978 in Eppan) ist eine italienische Schauspielerin aus Südtirol. Sie arbeitet hauptsächlich in Österreich und Deutschland für Theater, Film und Fernsehen.

## Leben

### Ausbildung und Theater
Bereits während ihrer Schulzeit nahm Drassl Unterricht in klassischem Ballett. Nach ihrer Matura studierte sie zunächst Kunstgeschichte in Wien, bis sie 1998 am dortigen Max-Reinhardt-Seminar aufgenommen wurde. Hier beendete sie 2002 ihre Schauspielausbildung. Von 2002 bis 2017 gehörte sie zum Ensemble des Theaters in der Josefstadt in Wien.
Im September 2016 spielte sie in der Uraufführung von Ödön von Horváths Tragödie Niemand im Theater an der Josefstadt die zentrale Rolle der Ursula. Es inszenierte Herbert Föttinger, den Fürchtegott Lehmann spielte Florian Teichtmeister.

### Film und Fernsehen
Seit 2001 tritt Drassl neben ihrer Bühnentätigkeit regelmäßig in Film- und Fernsehproduktionen auf. Ihr Filmdebüt gab sie in Michael Hanekes Die Klavierspielerin. Für ihre Rolle der Vally in Michael Kreihsls Mein Vater, meine Frau und meine Geliebte wurde sie 2005 mit dem Undine Award in der Kategorie Beste jugendliche Schauspielerin in einem Fernsehfilm ausgezeichnet. 2013 bekam sie für ihre Nebenrollen in Das Wunder von Kärnten und Spuren des Bösen den Deutschen Schauspielerpreis in der Kategorie „Beste Schauspielerin Nebenrolle“.
Von 2015 bis 2018 übernahm Drassl als Hausfrau Maria Schneider eine der Serienhauptrollen in der österreichischen Fernsehserie Vorstadtweiber. Für ihre dortige schauspielerische Leistung erhielt sie 2017 den Deutschen Schauspielpreis als „beste Schauspielerin in einer komödiantischen Rolle“.
In der Literaturverfilmung Das Tagebuch der Anne Frank, die im Frühjahr 2015 gedreht wurde und am 3. März 2016 in die Kinos kam, spielte sie Miep Gies, die zu den Helfern der im Hinterhaus untergetauchten Juden gehörte und nach deren Verhaftung das Tagebuch rettete. Im Spielfilm Persona Non Grata von Antonin Svoboda basierend auf der Geschichte von Nicola Werdenigg übernahm sie die Rolle der Ex-Ski-Rennläuferin Andrea Weingartner.

## Filmografie

### Kino
- 2001: Die Klavierspielerin (La Pianiste)
- 2001: Hainburg – Liebe und Widerstand (Hainburg – Je t’aime, gendarme)
- 2002: Taxi für eine Leiche
- 2004: Hurensohn
- 2005: Spiele Leben
- 2007: Madonnen
- 2009: Schottentor
- 2009: Der Knochenmann
- 2010: Kottan ermittelt: Rien ne va plus
- 2013: Zweisitzrakete
- 2013: Der Medicus
- 2014: Vals – Der Film
- 2015: Ma folie
- 2015: Luis Trenker – Der schmale Grat der Wahrheit
- 2015: Elser – Er hätte die Welt verändert
- 2016: Das Tagebuch der Anne Frank
- 2016: Liebe möglicherweise
- 2017: Baumschlager
- 2017: Hexe Lilli rettet Weihnachten
- 2018: Der Trafikant
- 2018: Ein wilder Sommer – Die Wachausaga
- 2018: Kalte Füße
- 2019: Wie ich lernte, bei mir selbst Kind zu sein
- 2020: Alles wird gut
- 2021: Rotzbub
- 2022: Märzengrund
- 2023: Wald
- 2023: Franky Five Star
- 2024: Persona Non Grata
- 2024: Gina
- 2024: Elfi

### Fernsehfilme
- 2004: Mein Vater, meine Frau und meine Geliebte
- 2004: Mein Mörder
- 2008: Die Slupetzkis – Urlaub in Balkonien
- 2008: Die Slupetzkis – Urlaub wider Willen
- 2009: Geliebter Johann Geliebte Anna
- 2011: Das Wunder von Kärnten
- 2016: Sommernachtsmord
- 2018: Kaisersturz
- 2021: Hyperland
- 2022: Der Gejagte – Im Netz der Camorra

### Fernsehserien und -reihen
- 2002: Julia – Eine ungewöhnliche Frau (Folge Um das Leben)
- 2007: Der Bulle von Tölz: Wiener Brut
- 2009: Tatort: Kinderwunsch
- 2010: Schnell ermittelt (Folge Robert Fabian)
- 2010: Spuren des Bösen: Das Verhör
- 2013: Die Landärztin – Vergissmeinnicht
- 2015–2018, 2022: Vorstadtweiber (Staffel 1 bis 3, 6)
- 2019: Tatort: Glück allein
- 2022: Euer Ehren (Fernsehserie)
- 2023: Landkrimi – Der Tote in der Schlucht (Fernsehreihe)
- 2024: Unschuldig – Der Fall Julia B.

## Theatrografie (Auswahl)
- 2001: Marie in Heimliches Geld, heimliche Liebe von Johann Nestroy, Theater in der Josefstadt Wien
- 2002: Hedwig in Die Wildente von Henrik Ibsen, Theater in der Josefstadt
- 2002: Marianne in Geschichten aus dem Wiener Wald von Ödön von Horváth, Sommerspiele Perchtoldsdorf
- 2003: Olivia in Was ihr wollt von William Shakespeare, Sommerspiele Perchtoldsdorf
- 2004: Nina in Mein Bulgarien von Nina C. Gabriel. Produktion des Theatervereins Balkanrose im Kabelwerk, Wien[6]
- 2005: Julie in Liliom von Ferenc Molnár, Schloss-Spiele Kobersdorf
- 2005: Laura in Die Glasmenagerie von Tennessee Williams, Theater in der Josefstadt
- 2005: Mascha in Drei Schwestern von Anton Tschechow, Landestheater Niederösterreich St. Pölten
- 2006: Barblin in Andorra von Max Frisch, Theater in der Josefstadt
- 2006: Katharina in Der Widerspenstigen Zähmung von William Shakespeare, Bad Hersfelder Festspiele
- 2008: Elisabeth in Glaube Liebe Hoffnung von Ödön von Horváth, Theater Dortmund
- 2010: Engel in Die Liebe in Madagaskar von Peter Turrini, stadtTheater walfischgasse
- 2013: Franziska Jägerstätter in Jägerstätter von Felix Mitterer, Theater in der Josefstadt/Theatersommer Haag
- 2014: Louisa in Hotel California von Nina C. Gabriel, Ateliertheater, Uraufführung[7]
- 2018: Maria in Was ihr wollt von William Shakespeare, Theatersommer Haag

## Hörspiele und Feature (Auswahl)
- 2007: Eberhard Petschinka/Herbert Lauermann: Bis die Hunde uns finden (Reiseberichte von illegalen Grenzüberschreitungen) – Regie: Eberhard Petschinka/Herbert Lauermann (Feature – Autorenproduktion für DKultur)
- 2009: Iris Nindl/Elisabeth Putz: Inferno Livestream – Regie: Elisabeth Putz (DKultur/ORF)
- 2015: David Zane Mairowitz: Hornissengedächtnis – Regie: David Zane Mairowitz (Hörspiel – SRF/ORF)
- 2016: Franz Kafka, Das Schloss. Hörspiel in 12 Teilen. Rolle: Frieda, Regie: Klaus Buhlert (BR Hörspiel und Medienkunst)[8]
- 2019: Ruth Johanna Benrath: GEH DICHT DICHTIG! Ein Hörspieldialog mit Elfriede Gerstl – Regie: Christine Nagel – (ORF/BR)
- 2019: Karl Schönherr: Der Weibsteufel – Regie: Ursula Scheidle – (ORF/SWR)
- 2021: Teresa Dopler: Unsere blauen Augen (Obstbaum 1) – Regie: Stefan Kanis (MDR)
- 2021: Felix Mitterer: Wurlitzergassen 22 zwozl-zwozl -  Regie: Martin Sailer (ORF)

## Auszeichnungen
- 2003: Nestroy-Theaterpreis in der Kategorie Beste Nachwuchsschauspielerin für Die Wildente
- 2005: Undine Award in der Kategorie Beste jugendliche Schauspielerin in einem Fernsehfilm für Mein Vater, meine Frau und meine Geliebte
- 2006: Romy in der Kategorie Beliebtester weiblicher Shootingstar
- 2011: ORF Hörspielpreis in der Kategorie Schauspieler/-in des Jahres
- 2012: Sonderpreis Oberbürgermeisters des Günter-Rohrbach-Filmpreises für ihre Rolle in Das Wunder von Kärnten zusammen mit Gerhard Liebmann
- 2013: Deutscher Schauspielerpreis (Beste Schauspielerin Nebenrolle für Das Wunder von Kärnten und Spuren des Bösen)
- 2016: Österreichischer Filmpreis in der Kategorie Beste weibliche Nebenrolle für Ma Folie[9]
- 2017: Deutscher Schauspielpreis als beste Schauspielerin in einer komödiantischen Rolle für Vorstadtweiber
- 2018: Wiener Schauspielerring[10]
- 2023: Österreichischer Filmpreis in der Kategorie Beste weibliche Nebenrolle für Märzengrund
- 2025: Österreichischer Filmpreis in der Kategorie Beste weibliche Nebenrolle  für Gina[11]